# Freek Derks
Frederik Johannes (Freek) Derks (Maartensdijk, 29 april 1937) is een Nederlands jurist, politicus en bestuurder.
Derks ging na zijn studie rechten met zijn Surinaamse echtgenote naar Suriname. Na zijn terugkeer naar Nederland was hij studentendecaan aan de Katholieke Hogeschool Tilburg en namens de PvdA gemeenteraadslid van Berkel-Enschot. Van 16 september 1980 tot 13 september 1983 was Derks lid van de Eerste Kamer waar hij justitie-woordvoerder was. Hij werd vervolgens gemeentesecretaris van Hilversum en vervulde deze functie van 1990 tot 1995 in de gemeente Nijmegen. Daarna was hij werkzaam als 
interim-manager.
- Parlement.com: vg09llmiubzf